# Rose (Nümbrecht)
Rose ist ein Ortsteil von Nümbrecht im Oberbergischen Kreis im südlichen Nordrhein-Westfalen innerhalb des Regierungsbezirks Köln. 

## Lage und Beschreibung
Der Ort liegt in Luftlinie rund 4,35 Kilometer westlich vom Ortszentrum von Nümbrecht entfernt.

## Geschichte

### Erstnennung
1575 wurde der Ort das erste Mal "in der Karte von A. Mercator" urkundlich erwähnt. Die Schreibweise der Erstnennung war Uff der Roßen.